# Le Commandant Delgrès

Le Commandant Delgrès est le 2e tome de la bilogie Le Chasseur de rats publié par Gustave Aimard en 1877.

## Résumé
Renée est enlevée par Ignace et d'autres révoltés. Chasseur et Ivon les retrouvent mais échouent. Ignace avoue à Delgrès qu'il a enlevé Renée. Chasseur va voir Delgrès et y voit Renée qui demande à Delgrès de rencontrer Richepance. Il accepte si elle y est. Il la libère avec Chasseur. Les révoltés brulent les plantations. Delgrès rencontre Richepance et Renée y assiste. Il demande l'amnistie mais refuse de se rendre. Richepance dit à Brunerie qu'il a demandé la Guadeloupe pour demander la main de Renée. Chasseur demande 14 millions à Brunerie, soit toute sa fortune. Il dit que son père les devait au sien, papiers à l'appui, et il les donne à Renée. Brunerie accepte le mariage. Lors de l'assaut des français, Delgrès fait sauter sa retraite et y meurt. Chasseur est témoin de Renée au mariage.